# Новотроицк (Забайкальский край)
Новотро́ицк — село в восточной части Читинского района Забайкальского края России.
Население — 679 чел. (2021).

## География
Расположено вокруг озера Новотроицкого (Кучегыр), в бассейне реки Кручина. По трассе «Амур» до Читы 60 км. В сельское поселение «Новотроицкое» входят так же сёла Ильинка и Танха.

## Население
| 2010 | 2021 |
| ---- | ---- |
| 779  | ↘679 |

## История
Дата возникновения села Новотроицк — 1871 год. Название «Новотроицк» возникло от слияния двух слов «снова» «строиться». В 1908 году образована начальная школа. В 1918 году партизанский отряд Пакулова освободил село от семеновщины. В 1926 году открыта изба-читальня на 250 дворов. 25.10.1937 г. образован сельский Совет. Первым председателем был Ф. И. Щербаков. 1940 год — образована семилетняя школа. 1960 — образована восьмилетняя школа. В августе 1974 построена библиотека. В 1976 году организован совхоз «Новотроицкий». 05.08.1975 года восьмилетняя школа реорганизована в среднюю В селе имеются средняя школа, детский сад, клуб, библиотека, ФАП. Здесь находится памятник в честь воинов-земляков, погибших в боях Великой Отечественной войны (15.04.1975 г.), могила полного кавалера трех орденов Славы Василия Савельевича Сизикова (открытие было в 1988 году), братская могила борцов за власть Советов.